# 촐라의 갠지스 원정
중세 촐라 황제 라젠드라 1세는 1019년과 1021년 사이에 갠지스강으로 촐라 원정대를 이끌었다. 원정대는 벵기, 칼링가, 마디아프라데시, 자르칸드, 벵골, 비하르, 우타르프라데시를 가로지르며 마침내 갠지스강에 도착했다. 팔라 황제 마히팔라 1세를 상대로 거둔 촐라의 승리가 원정의 절정이라고 여겨진다. 1019년에 라젠드라의 군대는 칼링가를 통해 갠지스강을 향해 진군했다. 칼링가에서 촐라군은 소마밤시 왕조의 통치자 인드라라타를 굴복시켰다. 촐라군은 마침내 벵골의 팔라 제국까지 도달하여 마히팔라를 굴복시켰으며, 단다부크티의 캄보자 팔라 왕조의 마지막 통치자 다르마팔라를 굴복시켰다. 촐라군 동벵골을 급습하여 찬드라 왕조의 고빈다찬드라를 굴복시켰고 바스타르 지역을 침공했다.